# ライジング!
『ライジング!』は、氷室冴子原作、藤田和子作画による、日本の少女漫画。週刊少女コミック1981年10号から1984年24号まで連載された。
宝塚歌劇団をモデルとした架空の少女歌劇団「宮苑歌劇団」、およびその付属音楽学校を舞台に、主人公である仁科祐紀が、音楽学校入学からスターへと成長する姿を描いたステージドラマ。
原作の氷室冴子は宝塚歌劇の熱烈なファンであったため、バックステージものとして非常にリアリティのある描写となっている。

## 制作経緯
1978年、北海道岩見沢から札幌の大学に通学していた氷室冴子は、「生きたマンガ家に会いたい」という願望を耳にした共通の友人を介して藤田和子の紹介を受ける。マンガの話で意気投合した二人は友人となり、文通を重ね、大学を卒業した氷室が札幌に引っ越すと、氷室の家で24時間喋り続けるなどより親密なつきあいとなり、「氷室の原作・藤田の作画でまんがを発表する」という夢を持つ。その夢が約3年後に叶った結果がこの作品である。
この作品の連載中、氷室冴子は取材名目で一年間宝塚市で暮らす。引越しを決意した翌日に飛行機に乗り、現地に着いてから不動産屋をあたるという突発的な行動だったという。その後氷室は札幌に戻るが、今度は藤田が札幌から引っ越す。このため、打ち合わせも含めた二人の間の電話代は、藤田側のみで「数字が6コ並んだ」という。
当初の連載期間は1年間の予定だったが、内容がふくらみ、当時の少女漫画としては長期となる3年半の連載となった。

## あらすじ
アメリカ育ちでダンスが好きな祐紀は、芸能専門学校と勘違いして神戸の宮苑音楽学校を受験する。ところがそこは、声楽や芝居も要求される歌劇学校だった。
挫折を味わいながらも成長し、男役として薫と並ぶほどになるが、旧来の宮苑の定型を破りたい高師の真の狙いは、祐紀を娘役でトップスターにすることであった。
線が細く、身長もそう高くはない祐紀は、男役では薫に及ばないことを悟って娘役に転向し、高師の演出デビュー作で成功をおさめて人気スターとなる。しかしその後の本公演で、扱いや人気に自分の実力が伴っていないことに気づき、高師の成功のために利用されたと思い込んで宮苑を飛び出してしまう。
外部のオーディションを受け、自分が宮苑でいかに恵まれていたかを痛感する祐紀は、高師のライバルである倉田の作品に参加して役者として目覚め、新たなスタートを切る決意をする。

## 設定
宮苑歌劇団と音楽学校は、神戸大学がある場所に設定されている。
- 音楽学校
  - 入学資格は中学卒業以上の15歳から18歳までの女子。全寮制。
  - 二年制。1年目（初級生）はダンスや声楽などの基礎レッスン。2年目（上級生）で男役と娘役とに分かれる。
  - 定員は一学年50名だが、入学3ヶ月後の最終試験で約2割がふるい落とされて退学する。

- 宮苑歌劇団
  - 音楽学校卒業者で構成され、他からの入団を認めない。総数約230名。
  - モデルとなった宝塚歌劇のような組分けはなく、公演ごとにカンパニーが組まれる。
  - 大劇場（3000席）で年に約8回、小劇場（500席）で年に約6回の公演を打つ。地方（東京を含む）公演も行う。
  - 劇団員は入団後の年数に応じて「x回生」と呼ばれる（モデルとなった宝塚歌劇では「研究科x年=研x」）[4]。

## 登場人物
仁科祐紀（にしな ゆき）
主人公。2歳で母親と死別し、父と二人でアメリカで暮らしていたが、日本の高校に進学するため神戸の伯父の家に住むことになる。アメリカではチアリーダーをやっており、ダンスがやりたいというだけの動機で、少女歌劇という存在すら知らないまま宮苑音楽学校に入学する。
高師謙司（たかし けんじ）
宮苑の若手演出家。演出家として一人の役者を卵から育てるのが夢。何物にも染まっていない祐紀に光るものを見出す。
藤尾薫（ふじお かおる）
腕の故障で音楽学校を休学し、再受験して特進により祐紀の同期生となる。男役を目指す祐紀のライバル。
岡崎小夜子（おかざき さよこ）
音楽学校での祐紀の同室同期生。祐紀の親友であり、娘役転向後のライバル。日舞の名取。
仁科好蔵（にしな こうぞう）
祐紀の伯父。小説家。宮苑の演目にしばしば原作を提供している。
彩輝（さい ひかる）
宮苑歌劇団のトップスター。
一ノ瀬了（いちのせ りょう）
宮苑のダンス指導・振り付け師。
淤見一也（おみ かずや）
祐紀の初恋の相手。劇団「アルゴ」の研究生。
松原修（まつばら おさむ）
劇団「アルゴ」の主宰者。高師の先輩。
石原花緯（いしはら かい）
宮苑歌劇団の若手男役。彩輝の退団によりトップスターに就任する。（宝塚雪組トップスターの麻実れいがモデル）
十朱夏野（とあけ なつの）
花緯とコンビを組む娘役。男役から転向して大役をつかむが、腰の持病で退団。
倉田悟郎（くらた ごろう）
口立てで稽古をつける新進気鋭の演出家。『メリィ・ティナ』の脚本・演出を手掛ける。学生時代以来の高師の友人でありライバル。
樋口鞠子（ひぐち まりこ）
テレビドラマやCMで人気の女優だが、本来は実力派の演劇人。高師とは学生時代に恋人同士だったが、登場時は倉田悟郎の恋人。『メリィ・ティナ』が初舞台となる。
芦辺邦子（あしべ くにこ）
音楽学校での祐紀の同期生。元モデル。娘役ではスターになれない宮苑のシステムに不満を抱いて退学する。
古村若子（こむら わかこ）
音楽学校での祐紀の同期生。気が強く、ダンス以外無経験である祐紀を認めていない。最終試験に落ちて退学する。

## 劇中劇
作品中に登場する演劇作品は、すべて氷室冴子が「ライジング!」のために書き下ろしたオリジナルである（「ジョイス・ジョー」を除く）。
- 『炎の丘を駆けて』

音楽学校の最終試験の課題演目の一つ。
- 『ジョイス・ジョー』

音楽学校の最終試験の際に祐紀が選んだ課題演目。1980年発表の藤田和子による短編『さよなら わたしの貴詩』（6巻収録）をアレンジしたもの。
- 『恋の追跡者』

音楽学校研究発表会のために書き下ろされたミュージカル・ラブ・コメディー。祐紀は準主役のビリー役。
- 『アラビアの熱い砂』

歌劇団本公演の演目。出番は多くはないものの重要な役であるライラの代役として音楽学校生ながら祐紀が出演し、娘役転向のきっかけとなる。
- 『レディ・アンをさがして』

『ローマの休日』を下敷きに、1950年代のアメリカを舞台とした、高師の演出デビュー作となる小劇場演目。祐紀に当て書きされた作品であり、娘役を主役にすえた「宮苑的ではない」冒険的な作品。音楽学校生として特別出演した祐紀にとって、娘役デビュー作にして初主演作。ほぼコミックス1巻分を使って全編が描写されている。
- 『鹿鳴館円舞曲』

祐紀の伯父である仁科好蔵の同名小説が原作。一回生である祐紀がヒロインに抜擢される。主演は彩輝。
- 『メリィ・ティナ』

1940年代後半のハリウッドを舞台とした、東京の「シアター・ベガ」のこけら落し公演。祐紀にとっては外部出演第一作であり、演技と真剣に向き合うターニングポイントとなる。
- 『黒い瞳にミモザを捧げ』

石原花緯のトップお披露目公演。演出家・高師と、娘役・祐紀の、宮苑での最後の作品となる。